# DAICON FILM
DAICON FILM（ダイコンフィルム）は、1981年から1985年にかけて活動したアニメ・特撮を中心とする自主映画の同人制作集団。アニメ制作会社ガイナックスの母体となった。

## 活動の概要

### DAICON 3
1981年、大阪で第20回日本SF大会（愛称「DAICON 3（ダイコン・スリー）」、大阪で3度目の開催であることからこう呼ぶ。DAIは大阪の「大」CONは大会を意味するconventionから来ている。）が開催された時、開会式において1本の8mmアニメーションが上映された。日本SF大会は開催地近辺の大学生によって運営されるのが通例であり、DAICON 3も岡田斗司夫・武田康廣らを初めとする大阪近辺の大学生たちが運営主体であった。そして、岡田らから依頼を受けて、このアニメーションを実際に制作したのは当時大阪芸術大学に在籍した庵野秀明、赤井孝美、山賀博之といった後にプロで活躍する面々だった。
庵野らはそれほど意気込みがなかったが、山賀が率先して企画を推進した。ペーパーアニメの経験こそあったもののセル画によるアニメ製作は初めての経験だったという。プロとしての技術もノウハウも何もない手探りの状態であったため、プロのアニメスタジオに足を運び、技術を学んだ。費用削減のため、通常使用しない安価な工業用セルロイドを使うなどの試みも行われた。
SF大会のために集まった彼らは、DAICON 3の終了とともに解散して活動も停止するはずであった。しかしイベント運営で培った経験と技術とチームワークが失われることを惜しみ、なおかつ2年後の1983年に大阪で再び日本SF大会DAICON 4を開催することを目標に、訓練されたスタッフの育成のために自主映画活動を始めた。そのときに結成されたのが、DAICON FILMである。
岡田は自身が経営するSFグッズ専門店「ゼネラルプロダクツ」でDAICON FILM作品の映像ソフトとグッズを販売。1万円以上するビデオが3,000本以上売れたという。その利益が次の作品の製作費になっていた。
その後、DAICON FILMは8mm特撮映画『愛國戰隊大日本』・『快傑のーてんき』・『帰ってきたウルトラマン』を制作した。これらの作品も先の『DAICON III OPENING ANIMATION』と同様にアニメ雑誌『アニメック』で大きく採り上げられ、DAICON FILMは徐々に知名度を上げていった。

### DAICON 4
1983年、再び大阪で日本SF大会が開催されることになった。大阪で4度目のSF大会「DAICON 4（ダイコン・フォー）」である。このDAICON 4の運営組織であるDAICON 4実行委員会とDAICON FILMは実質的に同じ組織であった。
『DAICON IV OPENING ANIMATION』には、アニメ制作会社アートランドに所属していた板野一郎、平野俊弘、垣野内成美らプロのアニメーターが協力した。これはDAICON 3のオープニングアニメの出来に目をつけたSF企画集団スタジオぬえに誘われて、庵野、山賀が上京し、アニメ制作部門のないスタジオぬえがアートランドを紹介。そのアートランドが制作していたテレビアニメ『超時空要塞マクロス』にDAICON FILMから庵野、山賀がスタッフとして参加した縁による。この東京での活動は後に彼らがプロとして活躍する足がかりとなった。また、赤井と同郷だった前田真宏、前田の大学の先輩である貞本義行がDAICON FILMに合流、ここで後のガイナックス中核となるメンバーが揃っている。
その後、1984年に当時の自主映画としては珍しい16mmフィルムによる特撮映画『八岐之大蛇の逆襲』を制作した。この作品は1985年バンダイから販売されている。そして、1984年末『王立宇宙軍 オネアミスの翼』の企画をきっかけとして、DAICON FILMを解散しアニメ制作会社ガイナックスを設立した。このDAICON FILMからガイナックス設立へと至る過程は、当時の『月刊モデルグラフィックス』誌上において独占的に連載されていた『オネアミスの翼』制作進行連載において詳細に見ることが出来る。

## 批判
DAICONを運営した岡田斗司夫や武田康廣は、そのサービス精神から「関西芸人」と呼ばれて目立った存在であり、その自己主張の強さと自己宣伝と強烈な個性に旧来からのSFファンを戸惑わせた。それに加えて、これまで日本SF大会はボランティアベースで運営され、赤字が生じた場合は幹部スタッフが穴埋めしていて、大会に参加したSF作家も商売ではないからと無報酬で協力してきた経緯があった。これに対して、岡田らが大阪での日本SF大会の名称であるDAICONの名を使ったDAICON FILMでビデオ販売などの商売をしており、日本SF大会は非営利のアマチュアが行うべきという考えのファンからのDAICON FILMの活動は商業主義であると反感を買っていた。
DAICON FILMが製作した『愛國戰隊大日本』を1982年の日本SF大会TOKON 8の本部企画の中で上映したことも問題視された。共産圏からの来客もいた日本SF大会でソ連を茶化す内容の作品を上映したことに対して、ソ連や中国など社会主義圏のSFを積極的に取り上げていたイスカーチェリの同人7人は1982年11月に連名で、同じSFファンとして冗談であっても外国人を侮辱するような内容の企画は組まないようにお願いしますという旨の緊急アピールを発表した。
SF作家の筒井康隆は、1964年に大阪初の日本SF大会であるDAICON 1の実行委員長を、1975年に神戸でSHINCONで名誉実行委員長を務めるなど、日本SF大会の運営に関わった経験があったが、岡田らが運営した大阪大会で原爆投下を茶化す『ピカドン音頭』というイベントを実施したことや自主映画『愛國戰隊大日本』の内容について、「アホな演しもの」だ、右翼を賛美しているとして苦言を呈している。

## オマージュ
『DAICON IV』をオマージュしたアニメが複数作られている。いずれのオマージュもDAICON FILMを源流とした制作会社によるものである。
それぞれオマージュしている部分は異なり、『おたくのビデオ』『フリクリ』『カセットガール』では元のアニメと同様にバニーガールが登場するが『月面兎兵器ミーナ』では全く別の服装をしている一方で、元のアニメと同じ楽曲『トワイライト』を使用しているのは『月面兎兵器ミーナ』だけである。

### 『おたくのビデオ』
ガイナックスが制作し、岡田が企画を担当したがOVA『おたくのビデオ』には『DAICON IV』の本編が劇中に登場し、庵野の作画について登場人物が語り合うシーンがあるほか、主人公たちが制作したガレージアニメ（同人アニメ）にもオマージュが登場する。同作は岡田自身を直接のモデルにしているとされている。

### 『フリクリ』
OVA『フリクリ』には『DAICON IV』をオマージュしたシーンが登場する。制作はガイナックス。

### 『月面兎兵器ミーナ』
2005年に放送されたテレビドラマ『電車男』のオープニングには実写ドラマとしては珍しくアニメーション映像（『月面兎兵器ミーナ』）が用いられた。元のアニメと同じくエレクトリック・ライト・オーケストラの楽曲『トワイライト』が使われており『DAICON IV』をオマージュしたものとなっている。制作はゴンゾ。
岡田はドラマ放映当時の2005年7月、この映像について自身のサイトで「DAICON IVへのオマージュと言うかパロディなのは面白い」が、「アニメが下手でセンスが悪い」としていた。
『月面兎兵器ミーナ』を制作したゴンゾは、1992年にガイナックスを退社した村濱章司、前田真宏、山口宏、樋口真嗣らが設立した制作会社である。当初ガイナックスに製作が依頼されたが断られ、ゴンゾが製作することとなったことを、村濱章司が明かしている。

### 『カセットガール』
2015年に日本アニメ（ーター）見本市の企画で公開されたWebアニメ『カセットガール』も『DAICON IV』をオマージュしたものとなっている。制作はカラー。
『カセットガール』を制作したカラーは、2006年にガイナックス取締役だった庵野が取締役を辞して設立した制作会社である。

## 作品
- DAICON III OPENING ANIMATION（正確には「DAICON 3実行委員会」制作）（1981年8月）
- 快傑のーてんきシリーズ
  - 快傑のうてんき ―危うし少女、メカケの恐怖―（1982年8月）
  - 快傑のーてんき2 純愛港町篇（1984年3月）
  - 快傑のーてんき in USA（1984年6月）
  - ロールプレイングのーてんき in ソウル（1988年8月）
- 愛國戰隊大日本（1982年8月）
- 帰ってきたウルトラマン マットアロー1号発進命令（1983年3月）
- DAICON IV OPENING ANIMATION（1983年8月）
- 早撃ちケンの大冒険（DAICON FILM初のマペット作品）（1984年9月）
- 八岐之大蛇の逆襲（1985年12月）

上記の作品以外にも、『人間版サンダーバード』、『共産戰隊ダイロシアン』、『DAICON版仮面ライダー』、『DAICON版マイティジャック』などが企画されていたが、実現はしなかった。また、『王立宇宙軍 オネアミスの翼』は、もともと、DAICON FILMで制作される予定であったが、制作時に設立されたアニメ制作会社ガイナックスでの制作となった。

## 関連人物
- 赤井孝美
- 庵野秀明
- 岡田斗司夫
- 神村靖宏
- 清積紀文
- 貞本義行
- 澤村武伺
- 武田康廣
- 樋口真嗣
- 前田真宏
- 村濱章司
- 毛利文彦
- 山賀博之
- 山口宏